# Pestbrief

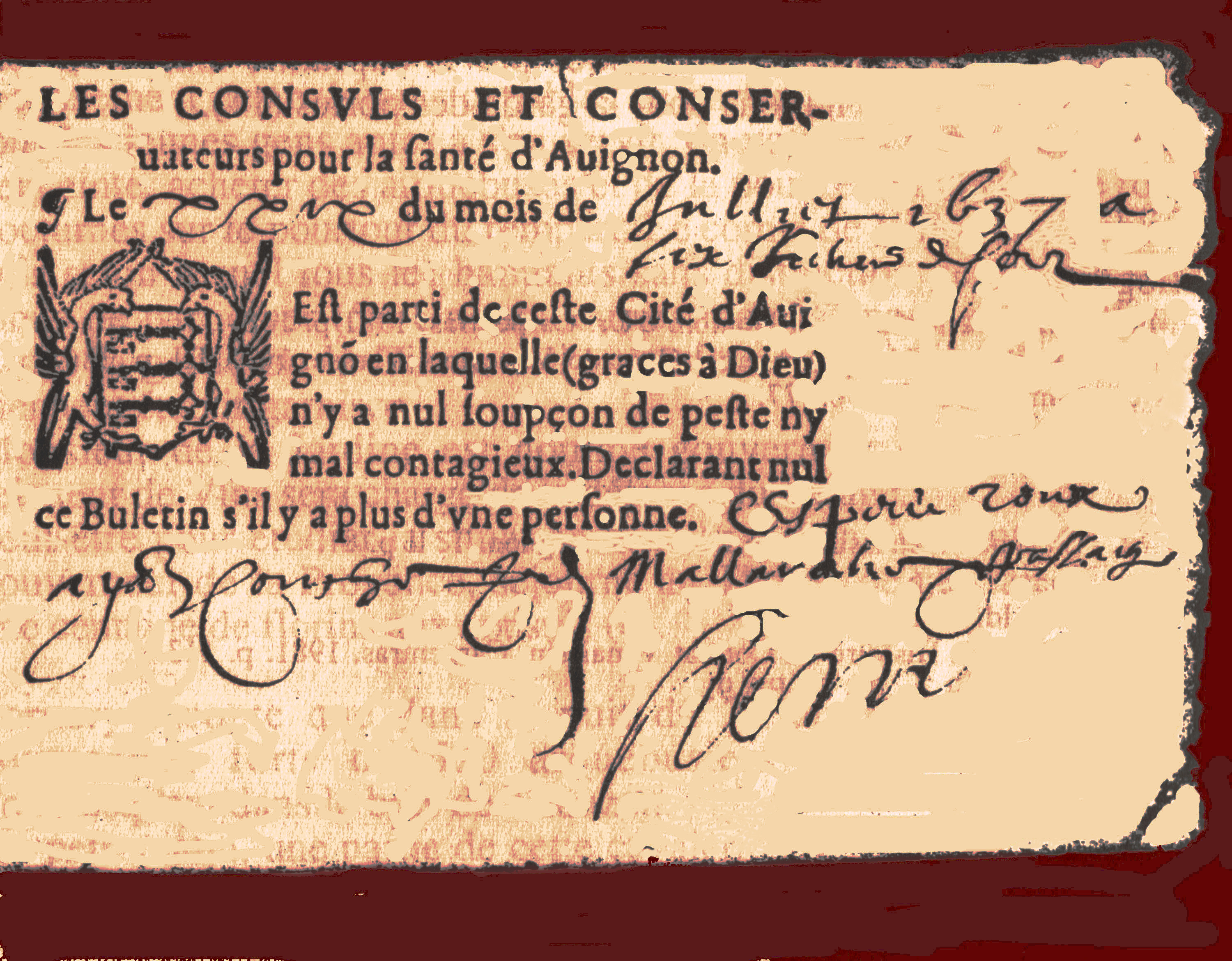
Pestbrief der Stadt Avignon von 1637

Ein Pestbrief war ein Gesundheitspass bzw. Gesundheitsbrief, der aufgrund der Pestpandemie des 14. Jahrhunderts im Jahre 1374 in Venedig eingeführt wurde. Er diente als Grundlage für die Entscheidung, ob ein Reisender, dessen Waren oder ein Schiff und seine Besatzung einreisen durften, eine bestimmte Zeit in Quarantäne verbringen mussten oder ganz abgewiesen wurden. Übliche Bezeichnungen waren fede di sanità, patente di sanità, Gesundheitspass oder Gesundheitszeugnis. Noch während der Choleraepidemien des 19. Jahrhunderts wurden solche Dokumente gefordert.
Den Gesundheitspass stellte im Mittelmeerraum nicht die Hafenbehörde des Herkunftshafens aus, sondern ein Konsul des Ziellandes. In Mittel- und Nordeuropa wurden Gesundheitspässe in der Regel von der Obrigkeit am Abreiseort ausgestellt.
Der Pass wurde noch außerhalb des Hafens mit eisernen Zangen von Schiff zu Schiff gereicht und durch Räuchern über Schwefel entseucht. Er konnte „rein“ sein, d. h. seinen Besitzer als Reisenden aus einem nicht pestverseuchten Gebiet ausweisen, oder „unrein“, wenn der Inhaber aus einem seuchengefährdeten oder verseuchten Herkunftshafen kam.
Der Pestbrief gilt als Vorläufer des späteren Reisepasses.